# Sergio Salma
Sergio Salma (Charleroi, 1 oktober 1960) is een Belgisch stripauteur.

## Carrière
Hij werd geboren in België als zoon van Italiaanse ouders die in de jaren 1950 waren geïmmigreerd. Zijn vader was metaalarbeider. Hij volgde een opleiding aan de Academie van Schone Kunsten van Bergen. Zijn eerste strip, Faits divers (1983), maakte hij op scenario van Francesco Pittau. Daarna maakte hij de strip Marcobello voor het blad (À Suivre) en de strip Nathalie voor het blad Tintin Reporter. Deze laatste strip werd vanaf 1992 in album uitgegeven door uitgeverij Casterman, ook in het Nederlands. Hij maakte ook de strips Surimi en Ice Fred. Salma is ook actief als stripscenarist voor andere tekenaars. Zo werkte hij samen met André Geerts aan de stripreeks Jojo en met Libon voor Animal lecteur!.
De strip Marcinelle 1956 verscheen in 2012 en gaat over de grote mijnramp in dat jaar waarbij 262 doden vielen. Veel van de verongelukte mijnwerkers waren Italiaanse gastarbeiders. Het hoofdpersonage Pietro is deels gebaseerd op de eigen vader van de auteur en op diens vrienden, waarvan er velen zelf mijnwerker waren. Verder baseerde Salma zich op interviews met oud-mijnwerker Angelo Galvan.
- Biblioteca Nacional de España: XX1515718
- Bibliothèque nationale de France: cb12269396w (data)
- Gemeinsame Normdatei: 1146284225
- International Standard Name Identifier: 0000 0001 2280 9351
- Library of Congress Control Number: no2007070209
- Nationale Bibliotheek van Letland: 000007865
- Nationale Bibliotheek van Israël: 987007589910105171
- Nederlandse Thesaurus van Auteursnamen: 142046787
- Système universitaire de documentation: 031488358
- Virtual International Authority File: 64065257